# I Kinda Like It When a Lotta People Die
I Kinda Like It When a Lotta People Die es el vigésimo y último álbum del comediante estadounidense George Carlin, lanzado póstumamente.
El álbum contiene material inédito, comenzando con una grabación casera hecha en 1957 a un show completo grabado en vivo desde el MGM Grand Las Vegas el 9 y 10 de septiembre de 2001; Carlin dejaría de lado este programa debido a los ataques del 11 de septiembre . 
El título del álbum surgió del título del programa original, que sería remodelado, retitulado Complaints and Grievances, y grabado en el Beacon Theatre de la ciudad de Nueva York dos meses después. Más tarde se planeó que el título se reutilizara para una especial en 2004, pero nuevamente fue descartado debido al huracán Katrina . Ese especial más tarde se llamó Life Is Worth Losing, y presenta una versión remodelada del bit "Uncle Dave" que se grabó originalmente durante el programa de 2001.
El álbum incluye notas escritas por el comediante Lewis Black, además de entrevistas con el ex manager Jerry Hamza y el veterano productor especial de comedia Rocco Urbisci. El álbum se transmitió en el canal Comedy Greats de SiriusXM dos semanas antes de su lanzamiento.

## Listado de pistas
| N.º | Título                                                             | Duración |  |
| 1.  | «Boston Rant 1957»                                                 | 5:36     |  |
| 2.  | «Rats and Squealers»                                               | 6:58     |  |
| 3.  | «Cocaine»                                                          | 0:27     |  |
| 4.  | «The Fecal Differential»                                           | 3:12     |  |
| 5.  | «Tired of Songs»                                                   | 3:23     |  |
| 6.  | «The First Enema»                                                  | 5:26     |  |
| 7.  | «Uncle Dave»                                                       | 9:46     |  |
| 8.  | «Jerry Hamza Interview» (bonus track)                              | 7:57     |  |
| 9.  | «Rocco Urbisci Interview» (bonus track)                            | 4:55     |  |
| 10. | «I Kinda Like It When a Lotta People Die, 6-23-2001» (bonus track) | 8:38     |  |